# Conan Gray
Conan Lee Gray, född 5 december 1998 i Lemon Grove, Kalifornien, är en amerikansk sångare och låtskrivare. Gray blev känd som tonåring på Youtube där han vloggade om sin uppväxt, ritade och spelade in covers av andra artister. Han skrev och producerade låten "Idle Town" i sitt pojkrum i Georgetown, Texas där han växte upp. Efter att låten gått viral på sociala medier erbjöds han ett skivkontrakt av Republic Records år 2018. Samma år släpptes EP:n Sunset Season. År 2020 kom debutalbumet Kid Krow som gick in på femteplatsen på amerikanska albumlistan Billboard 200 och blev årets framgångsrikaste debutalbum i USA. Kid Krow innehöll singlarna "Maniac" och "Heather". Den sistnämnda gick viral på Instagram och TikTok och blev en sleeper hit som fick över en miljard streams på Spotify. År 2022 släpptes albumuppföljaren Superache som hyllades av musikjournalister. År 2023 släppte Gray singeln "Never Ending Song", ett första samarbete med den svenska musikproducenten Max Martin och även singeln "Winner" under samma år. År 2024 släppte han singlarna "Killing Me", "Lonley Dancers" och "Alley Rose" och även albumet Found Heaven. 

## Diskografi
- Kid Krow (2020)
- Superache (2022)
- Found Heaven (2024)